# Chachka
La chachka est un sabre d’origine circassienne faisant partie de l’armement traditionnel des Cosaques. Depuis 1881, la chachka équipait la cavalerie, les officiers ainsi que les artilleurs de l’armée impériale russe.

## Historique
La chachka est originaire du Caucase et son nom signifie en circassien « long couteau » (са́шхо). Lors des guerres du Caucase les Cosaques ont adopté la chachka comme sabre règlementaire. En 1881 le lieutenant général Gorlov remplace les différents types de sabres utilisés dans l’armée par un modèle standardisé de chachka comportant trois variantes pour les différentes armes. La chachka équipe également l’armée rouge (dont le modèle de 1927 diffère peu de celui de 1881).
Depuis 1968 la chachka est reléguée à un rôle d’arme d’apparat mais continue de faire partie de l’armement de la fédération de Russie. C’est la dernière arme blanche à longue lame à avoir été employée à grande échelle par une armée moderne.
Les Cosaques russes (ainsi que les sabreurs polonais) étaient célèbres pour être capable de couper pratiquement en deux leurs ennemis d'un seul coup de ce sabre.

## Caractéristiques

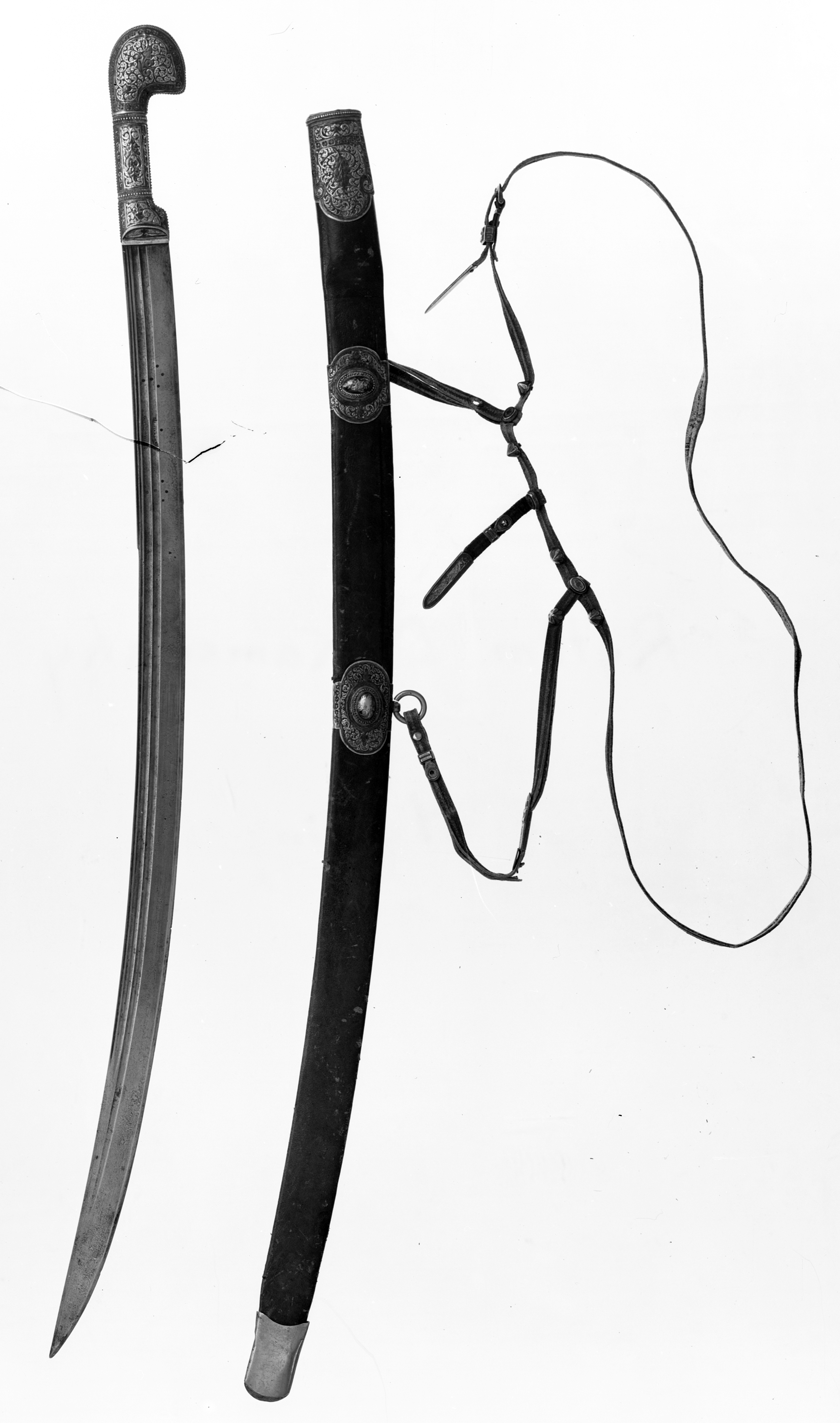
Chachka caucasienne.

La chachka se distingue des autres types de sabre par l'absence de garde (à l’exception de la chachka pour dragons). La lame légèrement incurvée mesure entre 81 et 88 cm (en général 86 cm), comporte une gouttière sur pratiquement toute sa longueur et une pointe effilée. La fine poignée se termine par un pommeau caractéristique en forme de bec d’aigle (réalisé en bois, en métal ou des deux selon les modèles).
Les chachkas de type caucasien (aussi portées par les cosaques du Kouban et du Terek) se caractérisent par un fourreau dans lequel la poignée disparaît presque entièrement.
La chachka se porte dans un fourreau en bois revêtu de cuir avec le tranchant de l’arme tourné vers l’arrière, à la caucasienne (et comme certains sabres japonais).
| Modèle               | Modèle                     | Longueur totale | Longueur de la lame | Largeur max. de la lame | Poids       |
| -------------------- | -------------------------- | --------------- | ------------------- | ----------------------- | ----------- |
| Chachka asiatique    | 1834, soldats et officiers | 100 cm          | 88 cm               | 3,4 cm                  | env. 1400 g |
| Chachka cosaque      | 1838, pour soldats         | 103 cm          | 87,5 cm             | 3,6 cm                  | env. 1500 g |
| Chachka cosaque      | 1838, pour officiers       | 96 cm           | 82 cm               | 3,5 cm                  | env. 1400 g |
| Chachka cosaque      | 1881, pour soldats         | 102 cm          | 87 cm               | 3,3 cm                  | env. 1350 g |
| Chachka cosaque      | 1881, pour officiers       | 96 cm           | 81 cm               | 3,3 cm                  | env. 1100 g |
| Chachka cosaque      | 1904, pour soldats         | 92 cm           | 74 cm               | 3,5 cm                  | env. 1000 g |
| Chachka d’artillerie | 1868, pour soldats         | 92 cm           | 76 cm               | 3,3 cm                  | env. 1450 g |
| Chachka de dragons   | 1881, pour soldats         | 105 cm          | 87 cm               | 3,3 cm                  | env. 1750 g |
| Chachka de dragons   | 1881, pour officiers       | 89 cm           | 81 cm               | 2,3 cm                  | env. 1150 g |
| Chachka turkmène     | 1895, soldats et officiers | 95 cm           | 83 cm               | 3,0 cm                  | env. 1350 g |
| Chachka de cavalerie | 1927, modèle unique        | 94,5 cm         | 81 cm               | 3,3 cm                  | env. 1500 g |

## Référence
- Armes blanches de la Première Guerre mondiale